# جوناثان هارتي
جوناثان هارتي هو لاعب هوكي الجليد كندي، ولد في 7 أبريل 1988 في لار في ألمانيا.

## وصلات خارجية
- جوناثان هارتي على موقع EliteProspects.com (الإنجليزية)
- جوناثان هارتي على موقع HockeyDB.com (الإنجليزية)